# Eevee
Eevee (japonsky イーブイ, Íbui) je druh pokémona normálního typu první generace. Poprvé se objevil ve hře Pokémon Red & Blue franšízy Pokémon. Pokémona vymyslel Satoši Tadžiri, jeho podobu pak navrhl Motofumi Fudžiwara a dokončil Ken Sugimori. Objevuje se jako startovní pokémon ve hře Pokémon: Let's Go, Pikachu, Let's Go, Eevee!. V pokédexu má číslo 133.

## Evoluce
Eeveelutions jsou zkratkou pro osm evolucí Eevee, což je nejvíce ze všech pokémonů. Podle seriálu je to způsobeno tím, že Eevee má nestabilní genetický kód. Evoluce nastávají za různých podmínek a Eevee se může proměnit do těchto evolucí:
- Jolteon (サンダース), elektrický typ, číslo v pokédexu: 135
- Vaporeon (シャワーズ), vodní typ, číslo v pokédexu: 134
- Flareon (ブースター), ohnivý typ, číslo v pokédexu: 136
- Espeon (エーフィ), psychický typ, číslo v pokédexu: 196
- Umbreon (ブラッキー), temný typ, číslo v pokédexu: 197
- Leafeon (リーフィア), travní typ, číslo v pokédexu: 470
- Glaceon (グレイシア), ledový typ, číslo v pokédexu: 471
- Sylveon (ニンフィア), vílí typ, číslo v pokédexu: 700

## Výskyt

### Ve videohrách
Eevee se objevila v první videohře, Pokémon Red & Blue, kde šla získat ve městě jménem Celadon City. V edici Pokémon Yellow šla získat od profesora Oaka. V dílu Pokémon Sun & Moon obdržela schopnost zvanou Z-Crystal, díky které mohla využít v souboji útok zvaný Extreme Evoboost. V titulu Pokémon Sword & Shield pak mohla použít schopnost zvanou Gigantamax.
Eevee se kromě hlavních her objevila i v řadě vedlejších, například Pokémon Conquest, Pokémon Go, Pokémon Unite New a Pokémon Snap.

### V ostatních médiích
Poprvé se objevuje již v první řadě anime seriálu Pokémon v epizodě „Íbui 4 kjódai“, kde vystupuje chlapec jménem Mikey, který skrývá svoji Eevee před svými bratry, kteří chtějí, aby se vyvinula. Naposledy se objevila ve 25. řadě. Vyskytla se též ve filmu Pokémon: Detektiv Pikachu, v sérii Super Smash Bros. či v karetní hře Pokémon.